# I believe (絢香の曲)
「I believe」（アイ・ビリーヴ）は、絢香の1枚目のシングル。2006年2月1日にワーナーミュージック・ジャパンから発売された。

## 解説
- 2006年2月6日付のオリコンチャートで、初登場3位にランクイン。これは女性シンガーソングライターのデビュー作としては史上タイのトップ3入り（ちなみにJ-POP系の女性歌手のデビュー作が3位で初登場するのは中島美嘉の「STARS」（2001年11月7日）以来の記録となった）。
- 1月15日の配信開始から42日で着うたダウンロード件数が100万DLを突破。これは女性歌手のデビュー曲では最短記録である[1]。
- 「I believe」の歌詞は、制作当時の気持ちをそのまま書いたと本人は語っており、考えぬかず自分の中から出たものを曲にしたという[2]。一方、地元の友達に向けて歌詞を書いたカップリング曲の「夢のカケラ」は、制作に悩み何度か歌詞を書き直して完成したという[3]。
- 「I believe」のミュージック・ビデオは2005年の12月の頭、富士山の五合目で撮影された[3]。
- 親友[4]のフィギュアスケーター安藤美姫の2006-2007シーズンのエキシビションの使用曲。安藤美姫の為にレコーディングされた全英語詞バージョンは『Sing to the Sky』の初回限定版に収録されている。英訳はティム・ジェンセン(Tim Jensen)が担当した。ただし、一部箇所は歌われていない。『2007年世界フィギュアスケート選手権』エキシビションの際は、東京体育館で絢香本人が日本語の原曲を歌った[5]。
- MR. BIGのヴォーカリスト、エリック・マーティンが、ソロ・アルバム『Mr. Vocalist』にて英語でカバーしている。こちらもティム・ジェンセンが英訳を担当した。歌詞は『Sing to the Sky』に収録されたバージョンをベースに、省略された残りの箇所の翻訳と、既存箇所の翻訳の一部手直しがされている。2009年3月に行われた『Mr. Vocalist』シリーズに伴うライブで、エリック・マーティンは絢香とデュエットを果たした。この時の映像は日本のニュース番組や音楽番組等で一部公開されたが、のちに発売されたDVDには収録されなかった。DVDの初回盤特典である同ライブのCDにも収録されていない。その理由は、音楽雑誌『BURRN!』の2009年7月号に掲載されたエリック・マーティンのインタビューによると、絢香の事務所（研音）から収録しないで欲しい旨の要請があった（許可が下りなかった）ためである。

## 収録曲
全曲 作詞：絢香、編曲：L.O.E
1. I believe
作曲：絢香・西尾芳彦
  - TBS系ドラマ『輪舞曲』主題歌
  - Monthly A Music selected by 5Kansai AM stations
2. 夢のカケラ
作曲：西尾芳彦
  - 三日月の3曲目にライブバージョンが収録されている。
3. I believe (Inst.)

## 収録アルバム
- First Message（#1）
- Sing to the Sky（#1<English ver.>）
- ayaka's History 2006-2009（#1(Disc1)、#2(Disc2)）

## I believe 2016 ver.
『I believe 2016 ver.』(アイ・ビリーヴ・2016・バージョン)は日本の歌手絢香の6作目の配信限定シングル

### 解説
シングルとしては、2015年リリースの『A Song For You』より約5ヶ月ぶりのリリースとなる。
本作は絢香のデビュー曲を新たにアレンジ、新録音したものであり、音楽番組『ミュージックステーション』や、ライブツアーの『10th Anniversary SUPER BEST TOUR』では本作のアレンジが披露された。

### 収録曲
1. I believe 2016 ver. (4:56)
作詞：絢香 / 作曲：絢香・西尾芳彦 / 編曲：塩谷哲

## カバー
- 平原綾香×絢香